# Ilmar Trull

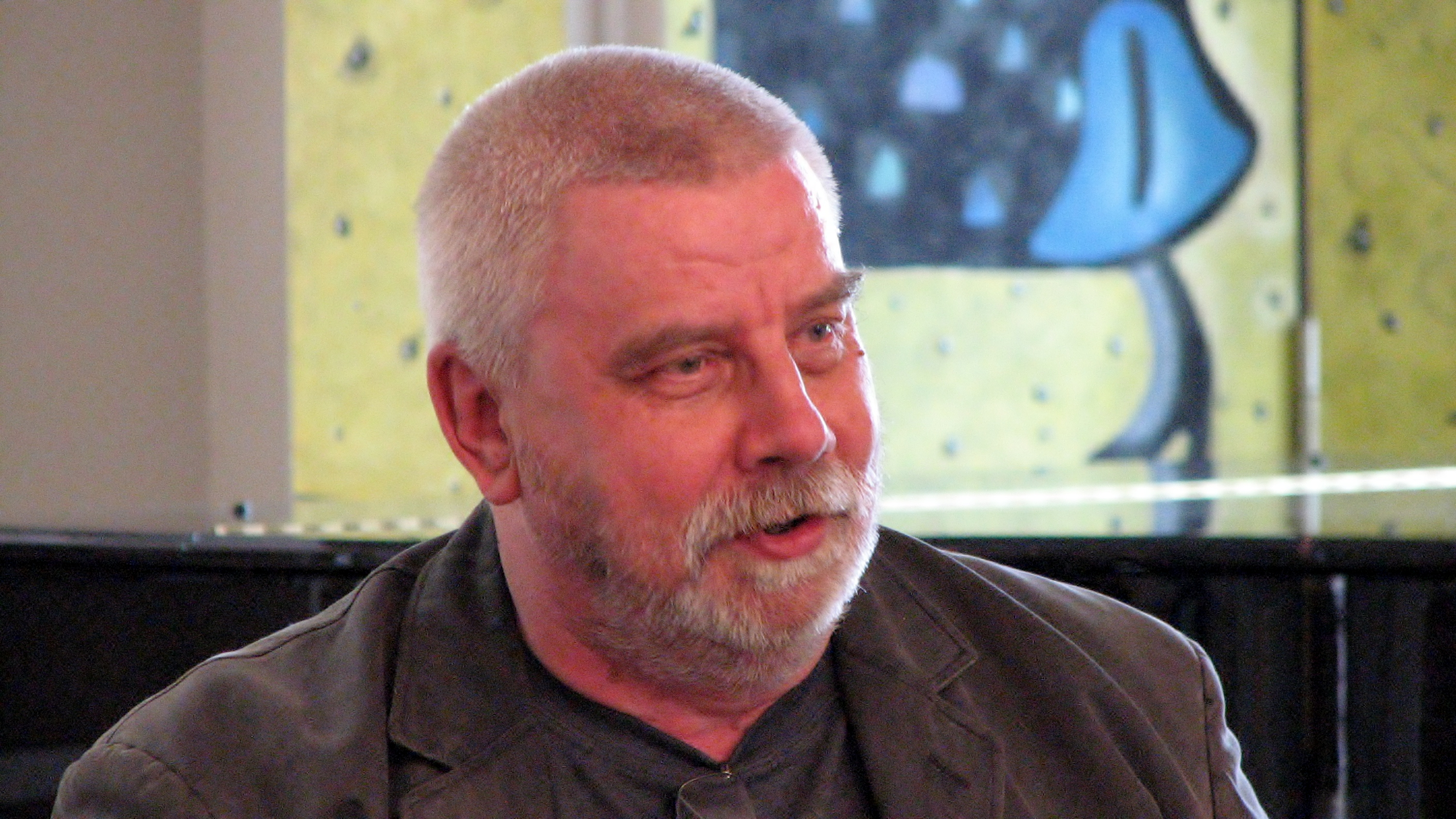
Ilmar Trull (2012)

Ilmar Trull (* 21. Februar 1957 in Tallinn) ist ein estnischer Dichter, Humorist und Kinderbuchautor sowie Buchillustrator.

## Leben
Ilmar Trull machte 1975 in Tallinn Abitur und studierte anschließend einige Jahre an der Universität Tartu englische Philologie. Von 1978 bis 1980 leistete er seinen Militärdienst in der Sowjetarmee ab, danach war er in verschiedenen Anstellungen und freiberuflich tätig. Von 1985 bis 1995 war er Redakteur bei der satirischen Zeitschrift Pikker ('Gewitter'), die die Singende Revolution in Estland kritisch begleitete und bisweilen von den Behörden drangsaliert wurde.
Trull ist seit 1996 Mitglied des Estnischen Schriftstellerverbands und lebt als freiberuflicher Autor in Tallinn.

## Werk
Trull debütierte 1977 mit Gedichten und Kinderliedern in Periodika und Sammelwerken und legte 1984 seinen ersten Gedichtband vor. Obwohl die Kritik Vergleiche zu Jüri Üdi, Andres Ehin und Johnny B. Isotamm zog, war sie im Allgemeinen zurückhaltend, weil die zuvor erschienenen Gedichte „mehr Hoffnungen weckten, [...] als diese Sammlung nun befriedigen kann.“ Nicht zuletzt deswegen hat sich der Autor danach vorwiegend auf Humoresken und Kinderliteratur konzentriert.
Trull hat auch aus dem Englischen übersetzt und als Illustrator unter anderem Bücher von Andrus Kivirähk gestaltet.

## Auszeichnungen
- 1998 Karl-Eduard-Sööt-Preis für Kindergedichte
- 1999 Literaturpreis des Estnischen Kulturkapitals (Kinderliteratur)
- 2005 Karl Eduard Sööt-Preis für Kindergedichte
- 2007 Karl Eduard Sööt-Preis für Kindergedichte
- 2008 Literaturpreis des Estnischen Kulturkapitals (Kinderliteratur)
- 2012 Karl Eduard Sööt-Preis für Kindergedichte
- 2015 Jahrespreis des Estnischen Kulturkapitals

## Bibliografie
- Millest mõtled, seljaaju ('Woran denkst du, Rückenmark?'). Tallinn: Eesti Raamat 1984. 48 S.
- Lõbusad luuletused ('Lustige Gedichte'). Tallinn: Varrak 1998. 32 S.
- Iseloomuga loom ('Das Tier mit Charakter'). Tallinn: Eesti Ekspressi Kirjastus 2005. 85 S.
- Musta kassi mumba ('Mummenschanz der schwarzen Katze'). Tallinn: Eesti Ekspressi Kirjastus 2006. 85 S.
- Järvevaht ja joogivesi ('Der Seewächter und das Trinkwasser'). Tallinn: Eesti Ekspressi Kirjastus 2007. 85 S.
- Hiire pidu ('Das Fest der Maus'). Tallinn: TEA 2009. 35 S.
- Kaelkirjak ja tähed ('Die Giraffe und die Sterne'). Tallinn: TEA 2010. 37 S.
- Väike viisakas kärbes ('Die kleine höfliche Fliege'). Tallinn: Varrak 2011. 67 S.
- Tuvi jalutab ('Die Taube spaziert'). Tallinn: Varrak 2012. 70 S.
- Rähni ravi ('Die Heilung des Spechts'). Tallinn: Tammerraamat 2015. 400 S.
- Jänese valitud palitud ('Die ausgewählten Mäntel des Hasen'). Tallinn: Tammerraamat 2016. 62 S.